# Альтернативні джерела енергії
Альтернати́вні джере́ла ене́ргії — будь-яке джерело енергії, яке є альтернативою викопному паливу.
Це поновлювані джерела, до яких відносять енергію сонячного випромінювання, вітру, морів, річок, біомаси, теплоти Землі, та вторинні енергетичні ресурси, які існують постійно або виникають періодично у довкіллі.

## Геотермальна енергетика
Де знаходяться ГеоЕС:
- США («Гейзере»)
- Японія
- Ісландія
- Італія
- Нова Зеландія
- Мексика
- Філіппіни
- Російська Федерація